# Life in Cartoon Motion
Life in Cartoon Motion là album đầu tay của ca sĩ nhạc pop Mika, sản xuất bởi Greg Wells và Mika, phối khí bởi Greg Wells, cùng đồng sản xuất trong hai bài hát bởi Jodi Marr and John Merchant, phát hành dưới hãng Island Records ngày 5 tháng 2 năm 2007 ở Anh, và hãng Universal/Motown Records ngày 27 tháng 3 năm 2007 ở Hoa Kỳ.
Đĩa đơn "Grace Kelly" đứng ở vị trí #1 ở Anh trong 5 tuần cũng như trở thành đĩa đơn hit ở rất nhiều quốc gia. Album có đạt đến vị trí #1 ở Anh, bán được 5,6 triệu bản trên toàn thế giới từ khi phát hành. Đây cũng là album bán chạy thứ năm trên thế giới năm 2007.

## Thông tin
Trước khi có được hợp đồng thu âm, Mika đã gửi bản demo cho nhiều công ty thu âm ở Anh, nhưng đều không được đồng ý. Cụ thể có một hãng thu âm đã nói rằng Mika có một chất giọng tốt, nhưng nói rằng anh cần viết nhiều ca khúc thông thường hơn giống như Robbie Williams thì mới phù hợp với thị hiếu. Mika đã từ chối lời khuyên này. Có lẽ những chuyện này chính là nguồn cảm hứng cho sự ra đời của "Grace Kelly". Năm 2006, Mika ký hợp đồng với Island Records và bắt đầu thu âm album đầu tiên của mình.
Ảnh hưởng âm nhạc của anh dựa trên nhạc cổ điển. Các bài hát trong album nói về nhiều chủ đề khác nhau. "Grace Kelly", như đã nói ở trên, nói về một cuộc đấu tranh để có được một hợp đồng thu âm. Mika cũng đã phát biểu rằng đây là ca khúc quan trọng nhất trong cả album.
Tháng 3 năm 2007 album đã đến được Hoa Kỳ. Trước khi phát hành, tại đây đã có nhiều sự công khai của album mà nguyên nhân chính là do nó quá thành công ở châu Âu. Trả lời phỏng vấn, anh đã nói rằng đây là một sự may mắn đối với anh.

### Thiết kế bìa
Bìa album được thiết kế bởi em gái Mika, Yasmine (làm việc dưới nghệ danh DaWack), Richard Hogg và cả Mika.

## Danh sách track
| Phiên bản chuẩn | Phiên bản chuẩn                                                               | Phiên bản chuẩn                            | Phiên bản chuẩn |
| STT             | Nhan đề                                                                       | Sáng tác                                   | Thời lượng      |
| --------------- | ----------------------------------------------------------------------------- | ------------------------------------------ | --------------- |
| 1.              | "Grace Kelly"                                                                 | Mika, Jodi Marr, John Merchant, Dan Warner | 3:05            |
| 2.              | "Lollipop"                                                                    | Mika                                       | 3:05            |
| 3.              | "My Interpretation"                                                           | Mika, Jodi Marr, Richie Supa               | 3:35            |
| 4.              | "Love Today"                                                                  | Mika                                       | 3:55            |
| 5.              | "Relax, Take It Easy" (chứa một monologue dạo đầu trong "Any Other World")    | Mika, Nick Eede                            | 4:30            |
| 6.              | "Any Other World"                                                             | Mika                                       | 4:19            |
| 7.              | "Billy Brown"                                                                 | Mika                                       | 3:15            |
| 8.              | "Big Girl (You Are Beautiful)"                                                | Mika                                       | 4:11            |
| 9.              | "Stuck in the Middle"                                                         | Mika                                       | 4:07            |
| 10.             | "Happy Ending" (có chứa track ẩn "Over My Shoulder" – 4:45, tổng cộng: 10:21) | Mika                                       | 4:35            |

| Phiên bản Anh và Úc | Phiên bản Anh và Úc | Phiên bản Anh và Úc | Phiên bản Anh và Úc |
| STT                 | Nhan đề             | Sáng tác            | Thời lượng          |
| ------------------- | ------------------- | ------------------- | ------------------- |
| 11.                 | "Ring Ring"         | Mika                | 2:49                |

| Phiên bản Hoa Kỳ, Canada và Brasil | Phiên bản Hoa Kỳ, Canada và Brasil                                            | Phiên bản Hoa Kỳ, Canada và Brasil         | Phiên bản Hoa Kỳ, Canada và Brasil |
| STT                                | Nhan đề                                                                       | Sáng tác                                   | Thời lượng                         |
| ---------------------------------- | ----------------------------------------------------------------------------- | ------------------------------------------ | ---------------------------------- |
| 1.                                 | "Grace Kelly"                                                                 | Mika, Jodi Marr, John Merchant, Dan Warner | 3:05                               |
| 2.                                 | "Lollipop"                                                                    | Mika                                       | 3:05                               |
| 3.                                 | "My Interpretation"                                                           | Mika, Jodi Marr, Richie Supa               | 3:35                               |
| 4.                                 | "Love Today"                                                                  | Mika                                       | 3:55                               |
| 5.                                 | "Relax, Take It Easy"                                                         | Mika                                       | 4:30                               |
| 6.                                 | "Ring Ring" (chứa một monologue dạo đầu trong "Any Other World")              | Mika                                       | 3:37                               |
| 7.                                 | "Any Other World"                                                             | Mika                                       | 4:19                               |
| 8.                                 | "Billy Brown"                                                                 | Mika                                       | 3:15                               |
| 9.                                 | "Big Girl (You Are Beautiful)"                                                | Mika                                       | 4:11                               |
| 10.                                | "Stuck in the Middle"                                                         | Mika                                       | 4:07                               |
| 11.                                | "Erase"                                                                       | Mika, Jodi Marr, Desmond Child             | 3:38                               |
| 12.                                | "Happy Ending" (có chứa track ẩn "Over My Shoulder" – 4:45, tổng cộng: 10:21) | Mika                                       | 4:35                               |

### Bài hát Bonus
Bản sửa đổi Nhật Bản
1. "Ring Ring" (Bonus Track) – 2:47
2. "Your Sympathy" (Bonus Track) – 3:10
3. "Grace Kelly" (Video)

Bản sửa đổi iTunes Hoa Kỳ
1. "Grace Kelly" (Acoustic) – 3:05

Bản sửa đổi Best Buy Hoa Kỳ
1. "Love Today" (Acoustic) (Best Buy Bonus Track) – 2:58
2. "Satellite" (Acoustic) (Best Buy Bonus Track) – 4:13

Download nhạc số Canada
1. "Grace Kelly" (Acoustic) (iTunes Canada Bonus Track) – 3:14
2. "Stuck in the Middle" (Acoustic) (iTunes Canada Bonus Track) – 3:54
3. "Relax, Take It Easy" (Acoustic) (iTunes Canada Bonus Track) – 3:02

## Đĩa đơn
| Đĩa đơn                            | Anh | Hoa Kỳ | Úc  | Ch. Âu | Ý | Pháp | Thụy Sĩ | Na Uy | Thời gian / Quốc gia phát hành                                           |
| ---------------------------------- | --- | ------ | --- | ------ | - | ---- | ------- | ----- | ------------------------------------------------------------------------ |
| "Relax, Take It Easy"              |     |        |     |        |   |      |         |       | EP – đầu 2006 (Anh); Tháng 6 năm 2007 (C. Âu); Tháng 7 năm 2007 (Canada) |
| "Grace Kelly"                      |     |        |     |        |   |      |         |       | Tháng 1 năm 2007 (thế giới); Tháng 3 năm 2007 (Hoa Kỳ)                   |
| "Lollipop"                         |     |        | (*) |        |   |      |         |       | Tháng 4 năm 2007 (Na Uy, Thụy Sĩ); Tháng 1 năm 2008 (Canada)             |
| "Love Today"                       |     |        |     |        |   |      |         |       | Tháng 4 năm 2007 (Thế giới)                                              |
| "Big Girl (You Are Beautiful)"     |     |        |     |        |   |      |         |       | Tháng 7 năm 2007; Mùa thu 2007 (Canada); Tháng 2 năm 2008 (Úc)           |
| "Happy Ending"                     |     |        |     |        |   |      |         |       | Tháng 10 năm 2007 (châu Âu); Tháng 1 năm 2008 (Thuỵ Sĩ)                  |
| "Relax, Take It Easy" / "Lollipop" |     |        |     |        |   |      |         |       | Đĩa đơn 2 mặt A – Tháng 12 năm 2007 (Anh)                                |

(*) "Lollipop" và "Relax, Take It Easy" đã phát hành trên sóng radio Úc nhưng chỉ được chơi trong một chương trình radio - The Hot Hits. Chúng không đạt được thành công ở Úc và do đó đã không được phát hành dạng đĩa hoặc được chơi nhiều trên sóng truyền thanh.

## Xếp hạng
"Life in Cartoon Motion" là album bán chạy thứ năm trên toàn thế giới năm 2007, đánh bật rất nhiều nghệ sĩ khác. Mika cũng là nam ca sĩ bán được nhiều đĩa hát nhất trên thế giới năm 2007. Theo Billboard, album này đã có 7 tuần ở vị trí #1 ở châu Âu năm 2007.
| Bảng xếp hạng                          | Nguồn                              | Vị trí cao nhất | Chứng nhận       | Doanh số   |
| -------------------------------------- | ---------------------------------- | --------------- | ---------------- | ---------- |
| Argentine Albums Chart                 | CAPIF                              | 1               | Vàng             | 20.000     |
| Australian Albums Chart                | ARIA                               | 5               | 2x Bạch kim      | 140.000    |
| Austrian Albums Chart                  | Media Control châu Âu              | 4               |                  |            |
| Belgian Albums Chart                   | IFPI/Ultratop                      | 1               | 5x Bạch kim      | 200.000    |
| Billboard 200 (Hoa Kỳ)                 | Billboard                          | 29              |                  | 300.000    |
| Billboard Top Internet Albums (Hoa Kỳ) | Billboard                          | 29              |                  | 300.000    |
| Billboard Top Digital Albums (Hoa Kỳ)  | Billboard                          | 5               |                  | 300.000    |
| Canadian Albums Chart                  | Nielsen SoundScan                  | 2               | 2x Bạch kim      | 200.000    |
| Czech Republic Albums Chart            | IFPI                               | 24              |                  |            |
| Danish Albums Chart                    | IFPI                               | 3               |                  |            |
| Ecuadorian Albums Chart                |                                    | 15              |                  |            |
| Estonian Albums Chart                  | Pedrobeat                          | 1               | Bạch kim         | 10.000     |
| European Albums Chart                  | IFPI                               | 1               | 4x Bạch kim      | 4.000.000+ |
| Finnish Albums Chart                   | IFPI                               | 11              |                  |            |
| French Albums Chart                    | SNEP/IFOP                          | 1               | Kim cương        | 1.000.000  |
| German Albums Chart                    | Media Control                      | 6               | Vàng             | 100.000    |
| Greek International Albums Chart       | IFPI                               | 1               | Vàng             | 10.000     |
| Hungarian Albums Chart                 | IFPI                               | 12              |                  |            |
| Japanese Albums Chart                  | RIAJ/Oricon                        | 13              | Vàng             | 100.000    |
| Irish Albums Chart                     | IRMA                               | 2               | 3x Bạch kim      |            |
| Italian Albums Chart                   | FIMI                               | 9               | Bạch kim         | 147.000    |
| Mexican Albums Chart                   | AMPROFON                           | 5               |                  |            |
| Netherlands Albums Chart               | MegaCharts BV/NVPI                 | 1               | Vàng             | 35.000     |
| New Zealand Albums Chart               | RIANZ                              | 3               | Vàng             | 7.500      |
| Norwegian Albums Chart                 | VG Nett                            | 1               |                  |            |
| Polish Albums Chart                    | ZPAV                               | 13              |                  |            |
| Portuguese Albums Chart                | AC Nielsen Portugal                | 9               | Bạch kim         | 20.000     |
| Russian Albums Chart                   | IFPI                               | 1               | 3x Bạch kim+Vàng | 75.000     |
| South Korean Albums Chart              | MIAK                               | 1               | Bạch kim         | 52.110     |
| Swedish Albums Chart                   | GLF                                | 3               | Bạch kim         | 40.000     |
| Swiss Albums Chart                     | Media Control Châu Âu              | 1               | Vàng             | 15.000     |
| Spanish Albums Chart                   | PROMUSICAE                         | 11              | Vàng             | 40.000     |
| UK Albums Chart                        | BPI/The Official UK Charts Company | 1               | 5x Bạch kim      | 1.500.000  |